# Glenn Weisz
Glenn Weisz (sr.),  is een Surinaams-Nederlands orkestleider en voormalig studentenleider. In Suriname voerde hij begin jaren 1970 studenten aan. De Glenn W.R. Weisz School in Paramaribo, Suriname is naar hem vernoemd. Na zijn studie aan de TU Delft bleef hij in Nederland en maakte hij naam met zijn Glenn Weisz Orkest. Hij werkt samen met artiesten als Louis Windzak, Erwin Bouterse en Max Nijman.

## Biografie
Weisz zat in januari 1969 in de examenklas van de Algemene Middelbare School (AMS) in Paramaribo, toen daar en op het Lyceum overgegaan werd tot lerarenstakingen. Op 20 januari stelden de leerlingen zich solidair door het protest te steunen en te weigeren lessen van stakingsbrekers te volgen. Tijdens ongeregeldheden op de dag erna kwam Weisz in aanraking met twee politieagenten die hem mishandelden, tot hij ontzet werd door een politie-inspecteur en werd vastgezet. Zijn moeder, die eigenaresse was van een private lagere school, pleitte in die dagen tegenover de media voor zijn vrijlating. Samen met onder meer Hans Breeveld groeide Weisz uit tot een van de leiders van de leerlingen en studenten. Hij pleitte voor een standbeeld voor de jeugd, tekende voor pleidooien en hield speeches. Bij aanvang van het volgende schooljaar, op 1 oktober 1969, werd de lagere school van zijn moeder ter ere van hem omgedoopt tot Glenn W.R. Weiszschool, een naam die de school in de 21e eeuw nog steeds heeft.
Na afloop van het schooljaar studeerde Weisz aan de Technische Universiteit Delft. Doordat hij geen studiebeurs had ontvangen van achtereenvolgens de regering-Pengel II (gevallen in maart 1969) en de regering-May, bekostigden zijn ouders de studie zelf.
Weisz bleef na zijn opleiding in Nederland en richtte rond de jaren 1980 de Glenn Weisz Band op, ook  wel Glenn Weisz Orkest/Orchestra of Combo Glenn Weisz. Orkestleden waren in de loop van de jaren onder meer Louis Windzak en Erwin Bouterse. Daarnaast begeleidde hij in 2012 het afscheidsconcert van Max Nijman. Met het orkest begeleidde hij verder meerdere Amerikaanse soulartiesten als Eddie Floyd, Barbara Lynn, William Bell en Dorothy Moore. Ook verzorgde hij voor Surinaamse artiesten als Oscar Harris, Denise Jannah, Farida Merville en Alfons Wielingen de begeleiding. The Mighty Sparrow huurde het orkest ook vaker in om hem tijdens Europese optredens bij te staan.
Tijdens zijn muzikale carrière rondde Weisz ook nog een juridische opleiding af aan de universiteit van Leiden waar hij zich in het strafrecht specialiseerde.
Hij publiceert verder stukken op zijn weblog en via ingezonden berichten in de media.